# Sonic Superstars
Sonic Superstars es un videojuego de plataformas de 2023 desarrollado por Arzest y Sonic Team y publicado por Sega. Presenta un juego de desplazamiento lateral similar a los juegos de Sonic the Hedgehog lanzados para la Mega Drive en la década de 1990. Como uno de los cuatro personajes del jugador—Sonic the Hedgehog, Miles «Tails» Prower, Knuckles the Echidna y Amy Rose—el jugador completa niveles de desplazamiento lateral mientras se propone derrotar al Doctor Eggman y Fang the Sniper. Superstars presenta potenciadores que el jugador puede obtener al recolectar las Chaos Emeralds.
El jefe de Sonic Team, Takashi Iizuka, quería modernizar la fórmula tradicional de desplazamiento lateral de Sonic para que pudiera continuar independientemente de los juegos 3D. Después de que fracasaran los planes para otra colaboración con los desarrolladores de Sonic Mania (2017), Iizuka comenzó a discutir una colaboración con Arzest, un estudio fundado por el cocreador de Sonic, Naoto Ohshima. Superstars marcó la primera contribución de Ohshima a un juego de Sonic desde Sonic Adventure (1998), y Arzest buscó replicar la jugabilidad de Genesis Sonic mientras innovaba con nuevas mecánicas de juego.
Sonic Superstars fue lanzado para Nintendo Switch, PlayStation 4, PlayStation 5, Windows, Xbox One y Xbox Series X|S el 17 de octubre de 2023.

## Jugabilidad
Sonic Superstars es un videojuego de plataformas de desplazamiento lateral similar a los juegos de Sonic the Hedgehog lanzados para la Mega Drive en la década de 1990. Se presenta desde una perspectiva 2.5D; al igual que los segmentos de Sonic clásico de Sonic Generations (2011) y Sonic Forces (2017), el mundo del juego se representa en 3D, aunque el movimiento está restringido a un plano 2D. El jugador debe completar una serie de niveles («zonas») para derrotar al Doctor Eggman, quien contrató a Fang el Cazador para capturar los animales gigantes de las Islas de la Estrella del Norte y poder construir un ejército poderoso. Hay cuatro personajes jugadores, cada uno con sus propias habilidades únicas: Sonic the Hedgehog puede rodar y correr después de un salto; Miles «Tails» Prower puede volar; Knuckles the Echidna puede deslizarse y trepar; y Amy Rose puede atacar a los enemigos con un martillo y un doble salto.
Las Islas de la Estrella del Norte comprenden 12 zonas. Cada uno contiene características como resortes, bucles verticales, anillos coleccionables que sirven como salud y potenciadores de escudo. Algunas zonas presentan elementos únicos, como una jungla con enredaderas en las que el jugador puede triturar y una zona futurista donde se transforma en una criatura vóxel, y algunas características exclusivas del personaje seleccionado. Las zonas se dividen en partes separadas llamadas actos; el número de actos en una zona varía entre uno, dos y tres. Cada acto termina con un jefe que el jugador debe derrotar mientras esquiva los ataques. Entre niveles, el jugador explora un mundo central 2D donde puede seleccionar una zona y cambiar o personalizar su personaje. La campaña tarda cuatro horas en completarse con un solo personaje, y aproximadamente 15 horas con cada personaje.
Superstars presenta dos tipos de etapas especiales. En el primero, al que se accede a través de anillos gigantes escondidos en cada acto, el jugador se balancea desde burbujas en un entorno 3D para obtener una de las siete Chaos Emeralds. Cada esmeralda otorga al jugador una habilidad potenciadora, como la capacidad de nadar en cascadas o crear clones del personaje elegido; el séptimo proporciona una habilidad específica del personaje. Recolectar las siete esmeraldas permite al jugador transformarse en la súper forma de su personaje, otorgándole velocidad e invencibilidad a costa del agotamiento del anillo. El jugador puede intercambiar habilidades desde una rueda de selección en cualquier momento. En el segundo, al que se accede pasando puntos de control, el jugador navega por un laberinto giratorio, similar a los de Sonic the Hedgehog (1991), para recoger medallas. Las medallas se pueden usar en una tienda en el mundo central para comprar piezas y personalizarlas.
La campaña principal admite el modo multijugador local para hasta cuatro jugadores que pueden unirse o salir en cualquier momento, por primera vez en la serie. Superstars también presenta un modo jugador contra jugador que se puede jugar localmente o en línea, en el que los jugadores crean robots para participar en batallas. Los modos incluyen carreras, batallas, competiciones de recolección y el último hombre en pie.

## Desarrollo

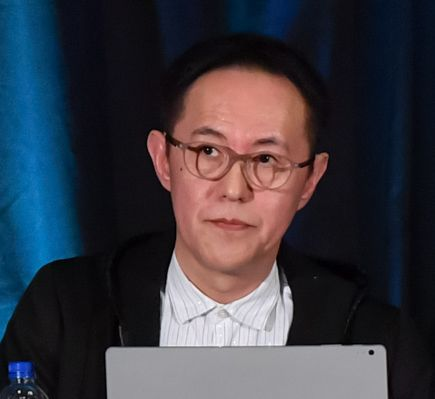
Superstars marcó la primera contribución del cocreador de Sonic, Naoto Ohshima (fotografiado en 2018), a la serie desde Sonic Adventure (1998).

### Concepción
La idea de Sonic Superstars se originó con Sonic Mania (2017), un juego 2D desarrollado por Christian Whitehead, PagodaWest Games y Headcannon. El productor de la serie Sonic, Takashi Iizuka de Sonic Team, se sorprendió por el éxito de Mania y lo vio como una confirmación de que los fans todavía estaban interesados en el estilo «clásico» de la serie. Sonic Team y los desarrolladores de Mania, que formaron Evening Star Studio en 2018, comenzaron a discutir otra colaboración después del lanzamiento de Mania. No querían hacer una secuela de Mania ya que Iizuka sentía que el público casual la descartaría como un refrito; También quería abandonar el estilo pixel art de Mania. Mania estaba destinado a los fanáticos incondicionales de Sonic, e Iizuka pensó que un nuevo juego en 2D necesitaba atraer a una audiencia más amplia.
Whitehead dijo que Sonic Team y Evening Star «acordaron desde el principio que deberíamos intentar hacer algo nuevo», como usar un nuevo estilo artístico como animación tradicional o gráficos 2.5D y no reutilizar contenido de juegos anteriores de Sonic. Evening Star creó un prototipo 2.5D que experimentó con profundidad utilizando su Star Engine en desarrollo. Sin embargo, Sonic Team y Evening Star finalmente decidieron no desarrollar el prototipo en un producto completo, y Evening Star pasó a desarrollar Penny's Big Breakaway (2024). Whitehead negó los rumores de que la decisión fue causada por diferencias creativas y dijo que la relación de Evening Star con Sega seguía siendo amistosa.
Durante el bloqueo de la pandemia de COVID-19, Iizuka y el cocreador de Sonic, Naoto Ohshima, celebraron una fiesta para beber en Zoom por diversión. Expresaron interés mutuo en un nuevo juego de Sonic 2D y comenzaron a discutir una colaboración. Aunque Ohshima dejó Sega en 1999 y no había contribuido a un juego de Sonic desde Sonic Adventure (1998), seguía siendo un fan y había disfrutado de juegos como Sonic Colors (2010), Sonic Generations (2011), Mania y Sonic Frontiers (2022). Además, notó que muchos de sus seguidores en las redes sociales eran fanáticos de Sonic y quería mostrarles su agradecimiento. Aunque Evening Star ya no estaba involucrado, muchas de las ideas que Iizuka había discutido con Whitehead influyeron fuertemente en las que desarrolló con Ohshima.
El estudio de Ohshima, Arzest, se encargó principalmente del desarrollo, con Sonic Team brindando soporte. Shunsuke Kawarazuka dirigió Superstars, con Iizuka, Ohshima y Yasuyuki Tsuzuki como productores. Iizuka sintió que Arzest encajaba naturalmente debido a su experiencia desarrollando juegos 2D para Nintendo, y que Ohshima había conservado su sensibilidad de diseño de la era Génesis. Varios miembros del Sonic Team, incluido Iizuka, volaron desde Burbank, California a Yokohama, Japón, para ayudar. El juego se desarrolló desde cero, aunque el código de física se tradujo de la versión Mania del Star Engine de Whitehead. El título, Sonic Superstars, reflejó el juego protagonizado por los personajes «superestrellas» de Sonic.

### Diseño
Iizuka y Ohshima actuaron como productores, y Iizuka se encargó del marketing para que Ohshima pudiera gestionar el desarrollo. Los diseñadores buscaron replicar la jugabilidad de Genesis Sonic; Primero se centraron en perfeccionar el motor de física antes de trabajar en el diseño de niveles y asegurarse de que encajaran. A diferencia de los juegos 2.5D anteriores Sonic the Hedgehog 4: Episodio I (2010) y Episodio II (2012), que se basaron en juegos más recientes como Sonic Advance (2001), Iizuka dijo que Superstars se inspiró en los juegos de Génesis: el Sonic the Hedgehog original, Sonic the Hedgehog 2 (1992) y Sonic the Hedgehog 3 & Knuckles (1994). Para replicar la física resultó difícil y los desarrolladores ejecutaron los juegos originales mientras trabajaban en Superstars para poder hacer referencias cruzadas. Para garantizar que el manejo de los personajes fuera preciso, Arzest recreó etapas de juegos anteriores de Sonic en el motor Superstars y superpuso imágenes del juego para comparar.
Los desarrolladores optaron por contar la historia a través de interacciones de personajes entre niveles en lugar de mediante actuación de voz y texto. A diferencia de los juegos contemporáneos de Sonic, Superstars no reutiliza ningún nivel de juegos anteriores, como Green Hill Zone. Iizuka describió esto como una decisión basada en la historia, ya que Superstars presenta un nuevo escenario. El equipo optó por no continuar con el estilo pixel art de Mania porque sintieron que limitaría el atractivo. Consideraron usar animación dibujada a mano, pero eligieron gráficos 3D ya que podían replicar fácilmente el estilo pixel art.
Después de trabajar en la física y el diseño de niveles, los desarrolladores comenzaron a explorar nuevas mecánicas de juego, ya que Iizuka sintió que era importante que Superstars fuera «nuevo, interesante e innovador». Esperaba brindar una nueva experiencia después del lanzamiento de la compilación Sonic Origins (2022), y modernizar la fórmula «clásica» de la serie para que pudiera continuar junto con el juego 3D Frontiers. Arzest introdujo los potenciadores Chaos Emerald para motivar a los jugadores a buscar los siete, inspirándose en los Wisps en Sonic Colors. Hicieron que los potenciadores fueran opcionales para evitar interferir con el juego clásico de Sonic, e incluyeron indicadores visuales para señalar cuándo serían útiles. Los desarrolladores se limitaron a siete potenciadores para correlacionarlos con las esmeraldas.
Al elegir personajes jugables, Iizuka dijo que Sonic, Tails y Knuckles eran «elecciones obvias», mientras que Amy fue incluida porque los desarrolladores sintieron que complacería a los fanáticos. Sonic Team había querido incluir a Amy como personaje jugable desde Mania, pero no pudo debido a limitaciones de tiempo. Sonic Team se sorprendió por lo emocionados que estaban los fanáticos cuando los oscuros personajes Mighty the Armadillo y Ray the Flying Squirrel aparecieron en Sonic Mania, por lo que Arzest decidió traer de vuelta un personaje igualmente desconocido en Superstars. Eligieron a Fang, un antagonista que aparece en los juegos de Sonic de Game Gear. Además, Ohshima diseñó un nuevo villano, Trip, cuya apariencia blindada basó en un lagarto observador del sol. Iizuka quería un nuevo personaje para agregar profundidad a la historia, y trabajó estrechamente con Ohshima para definir el carácter y la apariencia de Trip. Iizuka buscó distinguir a Trip de los poderosos villanos de juegos anteriores, como Infinite de Sonic Forces (2017), con una historia de fondo y una caracterización «con la que la gente puede identificarse, empatizar y disfrutar... porque [ella] significa algo para el mundo».
Iizuka dijo que a diferencia de Sonic Frontiers, que estaba dirigido a jugadores, Superstars fue diseñado para niños y padres junto con los fanáticos de Sonic desde hace mucho tiempo. Quería que Superstars se sintiera lo más distinto posible de Frontiers, ya que esperaba que los juegos 2D de Sonic continuaran independientemente de los 3D. Sonic Team durante mucho tiempo quiso incluir el modo multijugador para cuatro jugadores en un juego de Sonic, pero encontró difícil integrarlo con la jugabilidad de la serie. Iizuka dijo que Sonic Team había abandonado la idea, pero Ohshima lo animó a hacerlo funcionar. Sonic Team jugó varios juegos de plataformas con juego cooperativo, como la serie New Super Mario Bros., en busca de inspiración, pero la implementación resultó un desafío debido a la velocidad de Sonic. Arzest no incluyó el modo multijugador cooperativo en línea para evitar retrasos que arruinen la experiencia de los jugadores.

### Personajes
Al elegir personajes jugables, Iizuka dijo que Sonic, Tails y Knuckles eran necesarios ya que se podían jugar en los juegos de Genesis. Aunque Amy fue presentada en Sonic CD (1993), nunca se pudo jugar en ninguno de los juegos de Genesis, por lo que los desarrolladores sintieron que su presencia complacería a los fanáticos. Un personaje de conejo jugable basado en uno de los prototipos de diseños de Sonic de Ohshima se incluyó como un skin para Sonic. Los desarrolladores animaron al conejo basándose en los recuerdos de Ohshima sobre sus movimientos en prototipos de Sonic the Hedgehog, y Ohshima describió la piel como esencialmente un nuevo personaje jugable. Para el modo batalla, Ohshima diseñó versiones robóticas de Tails y Amy.
Sonic Team se sorprendió por lo emocionados que estaban los fanáticos cuando los oscuros personajes Mighty the Armadillo y Ray the Flying Squirrel aparecieron en Sonic Mania, por lo que Arzest decidió traer de vuelta un personaje igualmente desconocido en Superstars. Eligieron a Fang, un antagonista de los juegos de Sonic de Game Gear. De los personajes que consideraron, Sonic Team y Arzest pensaron que Fang era el más conocido y que su caracterización y diseño encajaban con la dirección de Superstars. Además, Ohshima diseñó un nuevo villano, Trip, cuya apariencia blindada basó en un lagarto observador del sol. Iizuka quería que Trip añadiera profundidad a la historia y trabajó estrechamente con Ohshima para definir su carácter y apariencia. Iizuka buscó distinguir a Trip de los poderosos villanos de juegos anteriores, como Infinite de Sonic Forces (2017), con una historia de fondo y una caracterización «con la que la gente puede identificarse, empatizar y disfrutar... porque [ella] significa algo para el mundo».

### Música
Jun Senoue dirigió una mezcla de personal interno de Sega y colaboradores externos para componer la banda sonora de Superstars; colaboradores incluyeron a Takahiro Kai, Tee Lopes, Hidenori Shoji, y Rintaro Soma. Iizuka dijo que el equipo de Superstars buscó permanecer fiel al estilo pop de los juegos de Genesis.

## Lanzamiento
Sega anunció Sonic Superstars en el Summer Game Fest el 8 de junio de 2023, seguido de la promoción en la Gamescom en agosto. Su lanzamiento estuvo programado para Nintendo Switch, PlayStation 4, PlayStation 5, Windows, Xbox One y Xbox Series X|S el 17 de octubre de 2023. Los jugadores que se registraran para recibir un boletín informativo de Sega antes del 31 de enero de 2024 recibirán un código de contenido descargable (DLC) que desbloquea el traje moderno de Amy que se ve de Sonic Adventure en adelante. mientras que aquellos que reserven el juego recibirían una cubierta reversible, un soporte de exhibición acrílico y un diseño del Dr. Eggman con temática de Lego Sonic the Hedgehog. Un aspecto de Lego Sonic también está disponible como DLC gratuito. El DLC «Digital Deluxe» incluye máscaras de Lego adicionales, una máscara de conejo basada en uno de los diseños prototipo de Sonic de Ohshima, piezas de robot para el modo multijugador, un libro de arte, una banda sonora y fondos de pantalla de menú. Sega lanzó un corto animado promocional, Trio of Trouble, el 20 de septiembre.

### Lanzamiento cercano con Super Mario Bros. Wonder
Sonic Superstars se lanzó tres días antes que Super Mario Bros. Wonder, un juego de plataformas de desplazamiento lateral con un estilo de 2.5D similar desarrollado por Nintendo para Nintendo Switch, esto fue algo que los periodistas encontraron digno de mención dada la rivalidad entre las franquicias de Sonic y Super Mario que tuvieron durante la guerra de consola de los años 90. El productor de Super Mario Bros. Wonder, Takashi Tezuka, calificó los lanzamientos cercanos como «una coincidencia interesante», y GamesIndustry.biz cuestionaron por qué Sega decidiría lanzar un juego de Sonic tan parecido a un juego similar de Mario, especialmente dada la popularidad de Sonic en la plataforma de Nintendo Switch. En redes sociales algunos fanáticos de ambas franquicias trataron el lanzamiento de Superstars y Wonder como un fenómeno similar al fenómeno cinematográfico Barbenheimer también vivido en 2023. Sonic Superstars debutó en el cuarto lugar en las listas de ventas físicas del Reino Unido, detrás de Wonder; el 49% de las ventas de Superstars fueron para Nintendo Switch. En Japón, debutó en el noveno lugar, vendiendo 4.128 copias durante su primera semana a la venta.El 28 de febrero Sega rebeló que las ventas del juego no alcanzaron sus expectativas de ventas, mencionando que "compitió con títulos de la competencia del mismo género" (Claramente refiriéndose a Super Mario Bros. Wonder) fue una de las causas.

## Recepción
Según el sitio web de recibió reseñas agregadas Metacritic, Sonic Superstars recibió «críticas mixtas o promedio» en PlayStation 5 y Switch y «críticas generalmente favorables» en Xbox Series X|S. En el agregador OpenCritic, el juego tiene un índice de aprobación «Aceptable». Game Informer elogió a Superstars por conservar la jugabilidad clásica de Sonic de la era de Sega Genesis, pero criticó sus adiciones: «La plataforma se siente bien, los niveles son en su mayoría divertidos y la presentación se ve genial... Pero las nuevas incorporaciones al juego se sienten intrascendentes o desacertado, diluyendo un paquete que de otro modo sería respetable».
Las publicaciones compararon el juego con juegos anteriores de la serie que buscaban invocar las entradas de desplazamiento lateral anteriores de las franquicias. Aunque en general se considera a Superstars como una mejora con respecto a Sonic the Hedgehog 4, se lo consideró inferior al más reciente Sonic Mania.

### Obras citadas
- Shea, Brian (25 de julio de 2023). «Appreciating the Classics». Game Informer (en inglés) (Mineápolis: GameStop) 33 (7): 28-39. ISSN 1067-6392.